# Achterathsheide
Achterathsheide ist einer von sechs Ortsteilen von Kapellen, einem Stadtteil der nordrhein-westfälischen Großstadt Moers im Kreis Wesel.
Der Ort, der im südwestlichen Bereich der Stadt Moers liegt, hat 357 Einwohner (Stand Dezember 2023).

## Lage

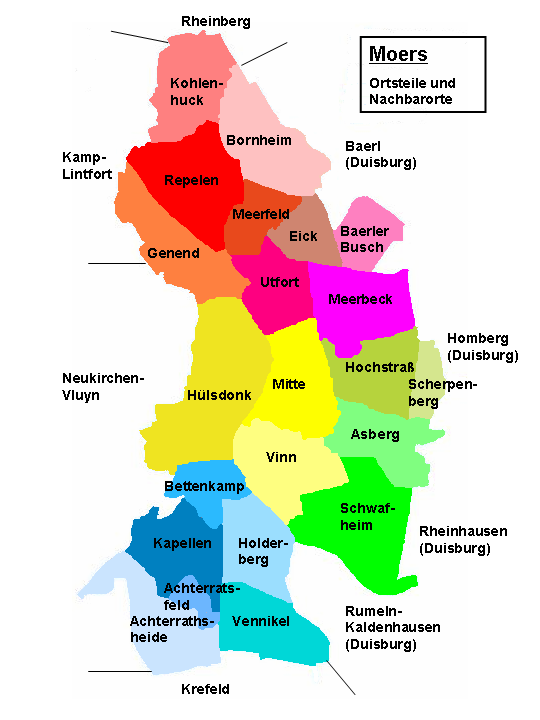
Wohnplätze von Moers

Achterathsheide liegt südlich von Kapellen-Mitte, und im Nordosten und Osten des Ortsgebietes liegen die Wohnplätze Achterathsfeld und Vennikel. Während im Westen das Ortsgebiet an Neukirchen-Vluyn grenzt, liegt im Südosten Krefeld.  

## Geschichte
Für eine Besiedlung der Achterathsheide vor dem Mittelalter sind bisher keine Belege vorhanden. Lediglich südöstlich des Ortsgebietes in der Nähe vom Hörnemannshof wurden 1979 an einer Stelle Ziegelbruch und Keramikscherben gefunden, die aber nicht im Detail untersucht wurden und möglicherweise aus der Römerzeit stammen.
Entsprechend dem Namen „Heide“ konnten im Ortsbereich wegen der Bodenqualität nur an wenigen Stellen bäuerliche Höfe entstehen, und das Gebiet ist auch nur wenig besiedelt. Allerdings ist eine Hofstelle schon nach 1125 als abgabepflichtige Hufe des Klosters Kamp urkundlich nachweisbar. Eine eigenständige Bauernschaft konnte sich wegen der geringen Besiedlung erst sehr spät bilden. In einer Untersuchung von 1836 wurde weder ein Weiler noch eine Bauerschaft für das heutige Ortsgebiet angeführt, das offensichtlich zur Gemeinde Kapellen gehörte. 1901 wurde in einem Adressbuch eine kleine Ortschaft, die zu Kapellen gehörte und die nur 74 Einwohner hatte, unter Achterathsheide aufgelistet.
Ein Hinweis auf die insgesamt ungünstigen Bedingungen für die Landwirtschaft auch zu Beginn des 20. Jahrhunderts ist die „Achterathsheidegraben-Genossenschaft“, die auf Anordnung der Preußischen Regierung vom 12. November 1911 gegründet wurde, um durch Meliorationsmaßnahmen eine Verbesserung der Bodenverhältnisse einschließlich der Wasserverhältnisse zu erreichen. Zur Genossenschaft gehörten die Gemarkungen von Kapellen, Neukirchen und Moers-Hülsdonk.
Auch heute ist Achterathsheide ein landwirtschaftlich strukturiertes Gebiet mit nur 304 Einwohnern zum 31. Dezember 2014 und gehört damit zu den nur dünn besiedelten Wohnplätzen von Moers.

## Sehenswürdigkeiten
In der Liste der Baudenkmäler in Moers sind für Achterathsheide zwei Baudenkmäler aufgeführt:
- der Hörnemannshof (Bahnhofstraße 315)
- der Tenhagenhof (Krefelder Straße 280; Herrenhaus und südlich angrenzendes Stallgebäude)